# أرنالدو دي ماتوس
أرنالدو دي ماتوس هو لاعب كرة قدم برازيلي في مركز الهجوم، ولد في 15 يناير 1947 في ساو باولو في البرازيل. لعب مع نادي كورينثيانز.

## وصلات خارجية
- أرنالدو دي ماتوس على موقع أوليمبيديا (الإنجليزية)